# 小倉康臣
小倉 康臣（おぐら やすおみ、1889年11月29日 - 1979年1月15日）は、ヤマト運輸創業者。東京都東京市京橋区数寄屋町二丁目（現・中央区銀座、数寄屋橋交差点付近）出身。

## 経歴
銀座の原料紙問屋「川善」の分家を経営していた両親（父・善兵衛、母・もと）の元で生まれ、8人目の三男であったことから八三郎と名付けられた（1930年2月に改名）。1902年3月の泰明小学校高等科2年卒業後は大手町の商工中学校に進学するも、川善の廃業により退学。長姉の嫁ぎ先で薪炭商を営む上田家の「山登屋」に預けられた。
東京外語学校の夜学で英語を学び、工場などで働いたのち、1914年5月25日（当時24歳）に手車による移動販売の「挽き八百屋」として独立し、京橋の大根河岸で野菜を仕入れ、銀座、新橋、芝、赤羽橋で売り歩いた。同年11月には平田はなと結婚し、1916年2月23日に入籍した。同年中には麻生市兵衛町に『万両屋』を開店させた。
1919年に日本初の交通整理が行われ、牛馬車が締め出されて自動車が走るのを見て、30歳の誕生日に京橋に自動車を投入した運送会社大和運輸（当時）を設立し、専務に就任。三越百貨店の市内配送を請け負って東京における運輸業者の地歩を固めた。
1927年10月20日、万国自動車運輸会議に出席し欧米各地を視察した。
1938年6月に鉄道省監督局嘱託となり、1944年6月27日には軍需省嘱託となった。戦後は進駐軍の輸送業務を請け負って業務を復調させ、1947年3月に、大和運輸の社長に就任した。1953年11月20日からは、静岡運輸の社長も兼務した。
この他、関東トラック協会会長、東京トラック協会会長、日本トラック協会会長、東京トラック事業協同組合理事長、東京陸運局の自動車輸送協議会委員、日本縦貫高速自動車道協会理事、交通基本問題調査会の委員なども務めた。
1954年、スイス・ジュネーブで開催された国際労働機関第5回内陸運輸労働委員会に使用者側の日本代表として出席した（同年2月10日に出発）。また、1961年8月26日には日本生産性本部の道路輸送専門視察団長として渡欧した。
高度成長期には松下電器などの関西家電メーカーの長距離輸送を手掛けて成長させた、
1971年3月30日に社長の座を息子の昌男に譲り、取締役相談役となる。1977年6月28日には取締役を退任し、相談役となった。
1979年1月15日夕刻、入院先の朝日生命成人病研究所附属病院にて死去。享年89。同年1月24日、築地本願寺にて社葬が執り行われた。

## 人物
事業に積極的で先進的な気性だったが、せっかちで強引でもあり、部長が自席にいないだけで激怒したり、家に帰ってすぐ食事ができないと皿や小鉢を妻に投げつけたりの一面もあった。

## 受賞
- 第1回交通文化賞（1953年11月7日）[16]
- 藍綬褒章（1959年11月3日）[17]
- 勲四等旭日小褒章（1965年4月6日）[18]
- 勲三等瑞宝章（1970年4月29日）[19]

## 家族
- 小倉昌男（次男、2代目社長）
- 小倉康嗣（次男の息子 = 孫、8代目社長）